# Sindaci di Teramo
Di seguito l'elenco cronologico dei sindaci di Teramo e delle altre figure apicali equivalenti che si sono succedute nel corso della storia.

## Regno di Napoli (1772-1816)
| Marcantonio Carlucci       | 1772 | 1772 |
| omissis                    |      |      |
| Domenico Urbani            | 1782 | 1782 |
| omissis                    |      |      |
| Pompeo Mancini             | 1788 | 1788 |
| Ferdinando Savini          | 1788 | 1788 |
| Giovan Filippo Dèlfico     | 1789 | 1789 |
| Gesualdo Cocolla           | 1789 | 1789 |
| omissis                    |      |      |
| Erasmo Muzii               | 1792 | 1792 |
| omissis                    |      |      |
| Giacinto Ciotti            | 1796 | 1796 |
| omissis                    |      |      |
| Francesco Camponeschi      | 1798 | 1798 |
| Carlo Bibbi                | 1799 | 1799 |
| omissis                    |      |      |
| Serafino Giordani          | 1807 | 1807 |
| omissis                    |      |      |
| Giovan Francesco Tullii    | 1809 | 1809 |
| Giuseppe Antonio Catenacci | 1810 | 1810 |
| omissis                    |      |      |
| Sigismondo Savini          | 1814 | 1814 |
| Giuseppe Pistocchi         | 1815 | 1815 |

## Regno delle Due Sicilie (1816-1861)
| Giuseppe Pistocchi    | 1816 | 1817 |
| Serafino Giordani     | 1817 | 1820 |
| Vincenzo Porta        | 1820 | 1822 |
| Pancrazio Palma       | 1822 | 1824 |
| Medoro Urbani         | 1824 | 1828 |
| Nicola Montorii       | 1828 | 1832 |
| Nicola Pensa          | 1832 | 1834 |
| Serafino Giordani     | 1834 | 1836 |
| Andrea Sbraccia       | 1836 | 1837 |
| Pietro Marcozzi       | 1837 | 1842 |
| Domenico Savini       | 1842 | 1844 |
| Luigi Pallotta        | 1844 | 1846 |
| Giustino Ferraioli    | 1846 | 1849 |
| Andrea Costantini     | 1849 | 1850 |
| Serafino Cerulli      | 1850 | 1852 |
| Domenico Savini       | 1852 | 1855 |
| Giustino de Albentiis | 1855 | 1858 |
| Serafino Cerulli      | 1858 | 1860 |
| Vincenzo Irelli       | 1860 | 1861 |

## Regno d'Italia (1861-1946)
| Sindaci nominati dal governo (1861-1889)                   | Sindaci nominati dal governo (1861-1889)      | Sindaci nominati dal governo (1861-1889) | Sindaci nominati dal governo (1861-1889) | Sindaci nominati dal governo (1861-1889) | Sindaci nominati dal governo (1861-1889) |
| Nominativo                                                 | Nominativo                                    | Partito                                  | Partito                                  | Mandato                                  | Mandato                                  |
| Nominativo                                                 | Nominativo                                    | Partito                                  | Partito                                  | Inizio                                   | Fine                                     |
| ---------------------------------------------------------- | --------------------------------------------- | ---------------------------------------- | ---------------------------------------- | ---------------------------------------- | ---------------------------------------- |
|                                                            | Augusto Muzii                                 |                                          | Destra storica                           | 1861                                     | 1862                                     |
|                                                            | Berardo Trosini                               |                                          | Destra storica                           | 1862                                     | 1867                                     |
|                                                            | Giovanni Ciotti (facente funzioni)            |                                          | Destra storica                           | 1867                                     | 1868                                     |
|                                                            | Settimio Costantini                           |                                          | Sinistra storica                         | 1868                                     | 1875                                     |
|                                                            | Antonino Moschioni (facente funzioni)         |                                          | Destra storica                           | 1875                                     | 1876                                     |
|                                                            | Giovanni Antonio Crucioli                     |                                          | Destra storica                           | 1876                                     | 1876                                     |
|                                                            | Antonino Moschioni (facente funzioni)         |                                          | Destra storica                           | 1876                                     | 1876                                     |
|                                                            | Settimio Costantini                           |                                          | Sinistra storica                         | 1876                                     | 1877                                     |
|                                                            | Augusto Muzii (facente funzioni)              |                                          | Sinistra storica                         | 1877                                     | 1878                                     |
|                                                            | Emidio Cerulli                                |                                          | Sinistra storica                         | 1878                                     | 1889                                     |
| Sindaci eletti dal Consiglio comunale (1889-1926)          |                                               |                                          |                                          |                                          |                                          |
| Nominativo                                                 | Nominativo                                    | Partito                                  | Partito                                  | Mandato                                  | Mandato                                  |
| Nominativo                                                 | Nominativo                                    | Partito                                  | Partito                                  | Inizio                                   | Fine                                     |
|                                                            | Berardo Costantini                            |                                          | Partito democratico                      | 1889                                     | 1895                                     |
|                                                            | Luigi Paris                                   |                                          | Partito municipale                       | 1895                                     | 1904                                     |
|                                                            | Berardo Cerulli                               |                                          | Partito democratico                      | 1904                                     | 1910                                     |
|                                                            | Serafino Mancini                              |                                          | Partito democratico                      | 1910                                     | 1913                                     |
|                                                            | Luigi Asprea (Commissario prefettizio)        | –                                        | –                                        | 1913                                     | 1914                                     |
|                                                            | Luigi Paris                                   |                                          | Partito municipale                       | 1914                                     | 1918                                     |
|                                                            | Alessio De Berardinis                         |                                          | Partito municipale                       | 1918                                     | 1920                                     |
|                                                            | Orazio Albi (facente funzioni)                |                                          | Partito municipale                       | 1920                                     | 1920                                     |
|                                                            | Francesco Sagaria                             |                                          | Partito di concentrazione democratica    | 1920                                     | 1923                                     |
|                                                            | Nino Nanni                                    |                                          | Partito Nazionale Fascista               | 1923                                     | 1926                                     |
| Podestà nominati dal governo (1926-1944)                   |                                               |                                          |                                          |                                          |                                          |
| Nominativo                                                 | Nominativo                                    | Partito                                  | Partito                                  | Mandato                                  | Mandato                                  |
| Nominativo                                                 | Nominativo                                    | Partito                                  | Partito                                  | Inizio                                   | Fine                                     |
|                                                            | Nino Nanni                                    |                                          | Partito Nazionale Fascista               | 1926                                     | 1928                                     |
|                                                            | Stefano Scozzarella (Commissario prefettizio) | –                                        | –                                        | 1928                                     | 1929                                     |
|                                                            | Marcellino Lamarque (Commissario prefettizio) | –                                        | –                                        | 1929                                     | 1931                                     |
|                                                            | Vincenzo Savini                               |                                          | Partito Nazionale Fascista               | 1931                                     | 1935                                     |
|                                                            | Giovanni Lucangeli                            |                                          | Partito Nazionale Fascista               | 1935                                     | 1938                                     |
|                                                            | Sigismondo Montani (Commissario prefettizio)  | –                                        | –                                        | 1938                                     | 1938                                     |
| Sigismondo Montani                                         |                                               | Partito Nazionale Fascista               | 1938                                     | 1939                                     |                                          |
|                                                            | Umberto Adamoli                               |                                          | Partito Nazionale Fascista               | 1939                                     | 1944                                     |
| Sindaci del periodo costituzionale transitorio (1944-1946) |                                               |                                          |                                          |                                          |                                          |
| Nominativo                                                 | Nominativo                                    | Partito                                  | Partito                                  | Mandato                                  | Mandato                                  |
| Nominativo                                                 | Nominativo                                    | Partito                                  | Partito                                  | Inizio                                   | Fine                                     |
|                                                            | Antonino Ciaccio (Commissario prefettizio)    | –                                        | –                                        | 1944                                     | 1944                                     |
|                                                            | Giulio Scaramucci (Commissario prefettizio)   | –                                        | –                                        | 1944                                     | 1944                                     |
|                                                            | Antonino Ciaccio                              |                                          | Partito Comunista Italiano               | 1944                                     | 1946                                     |

## Repubblica Italiana (dal 1946)
| Sindaci eletti dal Consiglio comunale (1946-1995)    | Sindaci eletti dal Consiglio comunale (1946-1995) | Sindaci eletti dal Consiglio comunale (1946-1995) | Sindaci eletti dal Consiglio comunale (1946-1995)            | Sindaci eletti dal Consiglio comunale (1946-1995) | Sindaci eletti dal Consiglio comunale (1946-1995) | Sindaci eletti dal Consiglio comunale (1946-1995) | Sindaci eletti dal Consiglio comunale (1946-1995) | Sindaci eletti dal Consiglio comunale (1946-1995) |
| Nominativo                                           | Nominativo                                        | Partito                                           | Partito                                                      | Partito                                           | Partito                                           | Mandato                                           | Mandato                                           | Elezione                                          |
| Nominativo                                           | Nominativo                                        | Partito                                           | Partito                                                      | Partito                                           | Partito                                           | Inizio                                            | Fine                                              | Elezione                                          |
| ---------------------------------------------------- | ------------------------------------------------- | ------------------------------------------------- | ------------------------------------------------------------ | ------------------------------------------------- | ------------------------------------------------- | ------------------------------------------------- | ------------------------------------------------- | ------------------------------------------------- |
|                                                      | Francesco Franchi                                 |                                                   | Partito d'Azione                                             | Partito d'Azione                                  | Partito d'Azione                                  | 1946                                              | 1949                                              | Elezione 1946                                     |
|                                                      | Francesco De Felice (Commissario prefettizio)     | –                                                 | –                                                            | –                                                 | –                                                 | 1949                                              | 1951                                              | –                                                 |
|                                                      | Alfredo Biocca                                    |                                                   | Democrazia Cristiana                                         | Democrazia Cristiana                              | Democrazia Cristiana                              | 1951                                              | 1956                                              | Elezione 1951                                     |
|                                                      | Carino Gambacorta                                 |                                                   | Democrazia Cristiana                                         | Democrazia Cristiana                              | Democrazia Cristiana                              | 1956                                              | 1960                                              | Elezione 1956                                     |
| 1960                                                 | Carino Gambacorta                                 | 1964                                              | Democrazia Cristiana                                         | Democrazia Cristiana                              | Democrazia Cristiana                              | Elezione 1960                                     |                                                   |                                                   |
| 1964                                                 | Carino Gambacorta                                 | 1969                                              | Democrazia Cristiana                                         | Democrazia Cristiana                              | Democrazia Cristiana                              | Elezione 1964                                     |                                                   |                                                   |
|                                                      | Ferdinando Di Paola                               |                                                   | Democrazia Cristiana                                         | Democrazia Cristiana                              | Democrazia Cristiana                              | Elezione 1964                                     | 1969                                              | 1970                                              |
| 1970                                                 | Ferdinando Di Paola                               | 1975                                              | Democrazia Cristiana                                         | Democrazia Cristiana                              | Democrazia Cristiana                              | Elezione 1970                                     |                                                   |                                                   |
| 1975                                                 | Ferdinando Di Paola                               | 1979                                              | Democrazia Cristiana                                         | Democrazia Cristiana                              | Democrazia Cristiana                              | Elezione 1975                                     |                                                   |                                                   |
|                                                      | Gennaro Valeri                                    |                                                   | Democrazia Cristiana                                         | Democrazia Cristiana                              | Democrazia Cristiana                              | Elezione 1975                                     | 23 aprile 1979                                    | 1980                                              |
| 1980                                                 | Gennaro Valeri                                    | 28 giugno 1985                                    | Democrazia Cristiana                                         | Democrazia Cristiana                              | Democrazia Cristiana                              | Elezione 1980                                     |                                                   |                                                   |
|                                                      | Pietro D'Ignazio                                  |                                                   | Democrazia Cristiana                                         | Democrazia Cristiana                              | Democrazia Cristiana                              | 28 giugno 1985                                    | 1990                                              | Elezione 1985                                     |
| 1990                                                 | Pietro D'Ignazio                                  | 7 gennaio 1993                                    | Democrazia Cristiana                                         | Democrazia Cristiana                              | Democrazia Cristiana                              | Elezione 1990                                     |                                                   |                                                   |
|                                                      | Antonio Gatti                                     |                                                   | Democrazia Cristiana                                         | Democrazia Cristiana                              | Democrazia Cristiana                              | Elezione 1990                                     | 18 febbraio 1993                                  | 18 gennaio 1995                                   |
| Sindaci eletti direttamente dai cittadini (dal 1995) |                                                   |                                                   |                                                              |                                                   |                                                   |                                                   |                                                   |                                                   |
| Nominativo                                           | Nominativo                                        | Partito                                           | Partito                                                      | Coalizione                                        | Coalizione                                        | Mandato                                           | Mandato                                           | Elezione                                          |
| Nominativo                                           | Nominativo                                        | Partito                                           | Partito                                                      | Coalizione                                        | Coalizione                                        | Inizio                                            | Fine                                              | Elezione                                          |
|                                                      | Angelo Sperandio                                  |                                                   | Indipendente                                                 |                                                   | PDS-PPI-AD-FdV                                    | 24 aprile 1995                                    | 14 giugno 1999                                    | Elezione 1995                                     |
|                                                      | Angelo Sperandio                                  | DS-PPI-Dem-SDI-PdCI                               | Indipendente                                                 | 14 giugno 1999                                    | 14 giugno 2004                                    | Elezione 1999                                     |                                                   |                                                   |
|                                                      | Giovanni Chiodi                                   |                                                   | Indipendente (2004-2005)                                     |                                                   | FI-AN-UDC-PSS                                     | 14 giugno 2004                                    | 28 luglio 2008                                    | Elezione 2004                                     |
|                                                      | Giovanni Chiodi                                   | Forza Italia (2005-2008)                          |                                                              |                                                   | FI-AN-UDC-PSS                                     | 14 giugno 2004                                    | 28 luglio 2008                                    | Elezione 2004                                     |
|                                                      | Berardo Rabuffo (Vicesindaco facente funzioni)    |                                                   | Alleanza Nazionale                                           | 28 luglio 2008                                    | FI-AN-UDC-PSS                                     | 17 agosto 2008                                    |                                                   | Elezione 2004                                     |
|                                                      | Leopoldo Di Mattia (Commissario straordinario)    | –                                                 | –                                                            | –                                                 | –                                                 | 18 agosto 2008                                    | 8 giugno 2009                                     | –                                                 |
|                                                      | Maurizio Brucchi                                  |                                                   | Il Popolo della Libertà (2009-2013) Forza Italia (2013-2017) |                                                   | PdL-UDC-LN                                        | 8 giugno 2009                                     | 12 giugno 2014                                    | Elezione 2009                                     |
|                                                      | Maurizio Brucchi                                  | FI-NCD                                            | Il Popolo della Libertà (2009-2013) Forza Italia (2013-2017) | 12 giugno 2014                                    | 6 dicembre 2017                                   | Elezione 2014                                     |                                                   |                                                   |
|                                                      | Luigi Pizzi (Commissario straordinario)           | –                                                 | –                                                            | –                                                 | –                                                 | 6 dicembre 2017                                   | 28 giugno 2018                                    | –                                                 |
|                                                      | Gianguido D'Alberto                               |                                                   | Indipendente                                                 |                                                   | PD-Art1-L. civiche                                | 28 giugno 2018                                    | 23 maggio 2023                                    | Elezione 2018                                     |
|                                                      | Gianguido D'Alberto                               | PD-M5S-Art1-AVS-L. civiche                        | Indipendente                                                 | 23 maggio 2023                                    | in carica                                         | Elezione 2023                                     |                                                   |                                                   |